# Petauroides ayamaruensis
Petauroides ayamaruensis is een uitgestorven klimbuideldier uit het geslacht Petauroides die gevonden is op het schiereiland Vogelkop in West-Papoea (Indonesië). Deze soort is beschreven op basis van zes botten uit de grotten Kria en Toé op het Ayamaru-plateau. Uit Kria zijn twee beschadigde onderkaken, waarvan een met alle vier de kiezen nog aanwezig, bekend, die op rond de 5500 tot 4000 jaar v.Chr. zijn gedateerd. Uit Toé zijn drie fragmenten van dijbenen en een stuk van een scheenbeen met een slag om de arm als P. ayamaruensis gedetermineerd; dit materiaal is waarschijnlijk laat-Pleistoceen. P. ayamaruensis is een zeer kleine soort en wordt gekenmerkt door een aantal details van de morfologie van de tanden.
De morfologie van de onderkaak is typisch voor de familie (de kleine koeskoezen, Pseudocheiridae). De vier kiezen (m1 tot en met m4) zijn de enige tanden die bewaard zijn gebleven. De eerste kies is 3,1 bij 1,5 millimeter groot, de tweede 2,7 bij 1,7 millimeter en de vierde 2,7 bij 1,5 millimeter; de lengte van de derde kies kon vanwege een beschadiging niet gemeten worden, maar de breedte bedraagt 1,7 millimeter. De kiezen vertonen drie kenmerken die op een verwantschap met de reuzenkoeskoes (Petauroides volans), de enige levende soort van het geslacht Petauroides, en de Queenslandkoeskoes (Hemibelideus lemuroides) wijzen, maar ook een aantal verschillen met beide soorten, vooral met de Queenslandkoeskoes. Ook de dijbenen van P. ayamaruensis vertonen overeenkomst met deze twee dieren. Hoewel de ontdekkers van P. ayamaruensis aanvankelijk dachten dat ze met een nieuw geslacht van doen hadden, overtuigden de overeenkomsten met de reuzenkoeskoes hen om de nieuwe soort, in ieder geval voorlopig, in het geslacht Petauroides te plaatsen. P. ayamaruensis vertoont echter niet de specialisaties van de reuzenkoeskoes voor een zwevende levenswijze; waarschijnlijk was P. ayamaruensis net als de Queenslandkoeskoes slechts in staat tot grote sprongen.